# Rio Grande Mud
Rio Grande Mud je druhé studiové album americké blues rockové skupiny ZZ Top, vydané v roce 1972.

## Seznam skladeb
| Strana 1 | Strana 1           | Strana 1                                   | Strana 1 |
| Pořadí   | Název              | Autor                                      | Délka    |
| -------- | ------------------ | ------------------------------------------ | -------- |
| 1.       | Francine           | Billy Gibbons, Kenny Cordray, Steve Perron | 3:33     |
| 2.       | Just Got Paid      | Gibbons, Bill Ham                          | 3:49     |
| 3.       | Mushmouth Shoutin’ | Gibbons, Ham                               | 3:41     |
| 4.       | Ko Ko Blue         | Gibbons, Dusty Hill, Frank Beard           | 4:56     |
| 5.       | Chevrolet          | Gibbons                                    | 3:47     |

| Strana 2 | Strana 2                          | Strana 2                  | Strana 2 |
| Pořadí   | Název                             | Autor                     | Délka    |
| -------- | --------------------------------- | ------------------------- | -------- |
| 1.       | Apologies to Pearly               | Gibbons, Hill, Beard, Ham | 2:39     |
| 2.       | Bar-B-Q                           | Gibbons, Ham              | 3:34     |
| 3.       | Sure Got Cold After the Rain Fell | Gibbons                   | 6:49     |
| 4.       | Whiskey’n Mama                    | Gibbons, Hill, Beard, Ham | 3:20     |
| 5.       | Down Brownie                      | Gibbons                   | 2:53     |

## Sestava
- Billy Gibbons – kytara, zpěv
- Dusty Hill – baskytara, klávesy, zpěv
- Frank Beard – bicí, perkuse
- Bill Ham – producent
- Robin Brian – inženýr